# Горская (Карелия)
Го́рская (Костино) — деревня на берегу озера Космозеро, входит в состав Шуньгского сельского поселения Медвежьегорского района Республики Карелия.

## Общие сведения
Расположена на Заонежском полуострове, на восточном берегу озера Космозеро.

## Население
| 1905 | 2002 | 2010 | 2013 |
| ---- | ---- | ---- | ---- |
| 120  | ↘10  | ↘0   | →0   |